# Mercado de Swansea
El mercado de Swansea (en galés: Marchnad Abertawe; en inglés: Swansea Market) está situado en el corazón del centro de la ciudad de Swansea. Es el mercado cubierto más grande de Gales, Reino Unido. El mercado está cubierto por un techo arqueado pórtico de acero revestida en acero y cristal. El mercado actual fue construido en 1959-1960 por Percy Edwards. 
El edificio actual es el tercero ubicado en el mismo solar desde 1830. El edificio anterior, inauagurado en 1897, fue en su día el edificio con el tejado de mayor estructura de cristal y hierro forjado de todo el Reino Unido, de dos acres, y llegó a tener 670 puestos en la década de 1920. Fue destruido durante los bombardeos de la Segunda Guerra Mundial.